# Carl Engström (överste)
Carl Laurentius Engström, född den 18 december 1864 i Nora, död den 24 februari 1935 i Stockholm, var en svensk militär. Han var svärfar till Walter Bengtsson.
Engström blev underlöjtnant vid Vendes artilleriregemente 1888, löjtnant där 1892 och vid Andra Göta artilleriregemente 1895. Han blev kapten vid regementet 1898 och  var artilleristabsofficer 1902–1905. Engström blev styresman vid ammunitionsfabriken i Marieberg 1905. Han befordrades till major i armén 1912 och till överstelöjtnant 1915. Engström blev överste i armén 1924 och överfördes till II. arméfördelningens reserv. När arméfördelningarna omorganiserades 1928 överfördes han till Norra arméfördelningens reserv. Engström invaldes som ledamot av andra klassen av Krigsvetenskapsakademien 1906. Han blev riddare av Vasaorden 1904 och av Svärdsorden 1909.